# Шапель, Поль Эме
Поль Эме Шапель (фр. Paul Aimé Chapelle; 10 января 1802, Онфлёр — 1890, Монако) — французский драматург, писавший под различными псевдонимами, прежде всего под псевдонимом Лорансен (фр. Laurencin).
Поль Эме Шапель окончил коллеж в Лизьё, после чего некоторое время работал на острове Мартиника в офисе губернатора. В 1826 году вернулся во Францию и обосновался в Париже. Публиковался как сатирик в различных периодических изданиях, в том числе в газете «Figaro» и журнале Charivari.
Начиная с 1830 года выступил с десятками пьес для французского театра, написанных большей частью в соавторстве (в том числе с Марком-Мишелем, Аженором Альтарошем, Ж. Ф. Байяром и др.). Наибольшей известностью, в том числе и на российской сцене, пользовались водевили «Жена и зонтик» (фр. Ma femme et mon parapluie), «Пожилая девушка» (фр. La demoiselle majeure), драма «Матильда, или Ревность» (фр. Мathilde, ou La jalousie). На либретто Лорансена с соавторами написаны оперетты Жака Оффенбаха «Шестьдесят шесть» и «Господин и госпожа Дени».